# 앤디 캐럴
앤드루 토머스 "앤디" 캐럴 (Andrew Thomas "Andy" Carroll, 1989년 1월 6일 ~ )는 잉글랜드의 축구 선수이다. 현재 리그 2의 아미앵에서 중앙 공격수로 뛰고 있다.

## 클럽 경력

### 뉴캐슬 유나이티드
뉴캐슬에서 유소년 생활을 하였던 캐럴은 2006-07 시즌부터 1군에 합류하였다. 그는 2006년 11월 2일 UEFA컵 (현 UEFA 유로파리그) US 팔레르모 전에서 교체 투입되며 성인 무대 데뷔전을 치렀다. 이 경기로 당시 뉴캐슬 소속으로 유럽 무대에서 뛴 선수 중 가장 어린 선수가 되었다. 얼마 후인 2007년 2월 25일 위건 애슬래틱과의 경기에서는 교체로 출전하며 리그 데뷔전을 치렀다. 이 경기에서 그는 거의 골을 넣을 뻔 하였지만, 골키퍼인 존 필런의 손에 걸리고 만다. 시즌이 종료된 후 그는 매년 북동부 지역 최고의 신인에게 주어지는 '워 재키 밀번 트로피'를 수상하였다.
그는 2007년 7월 29일에 열린 유벤투스와의 친선 경기에서 잔루이지 부폰을 상대로 골을 기록한다. 경기 후 잔루이지 부폰은 그에게 미래가 기대되는 선수라며 극찬하였다. 2007-08 시즌을 앞두고 그는 프레스턴 노스 엔드로 임대를 떠나게 된다. 그러나 11경기에 출전하여 1골에 그쳤고, 스컨소프 유나이티드와의 경기에서 퇴장을 당하는 등 좋은 활약을 펼치지 못하고 뉴캐슬로 복귀한다.
2008-09 시즌 맨체스터 시티와의 홈 경기에서 숄라 아메오비와 교체되며 시즌 첫 경기를 치렀다. 2009년 1월 10일 웨스트 햄 유나이티드와의 경기에서 데뷔골을 넣는데 성공한다. 이후 그는 뉴캐슬과 2012년까지 계약을 연장하였고, 총 16경기에 출전하여 3골을 기록하였다.
2008-09 시즌 뉴캐슬은 18위를 기록하여 풋볼 리그 챔피언십으로 강등된다. 주축 공격수인 마이클 오언, 마크 비두카, 오바페미 마틴스 등이 팀을 떠났고, 남은 선수는 캐럴과 숄라 아메오비뿐이었다. 그는 아메오비, 놀런, 뢰벤크란츠 등과 투톱을 이뤄 경기에 나섰고 블랙풀 전을 시작으로 여러 경기에서 골을 기록하며 팀의 주포로 거듭난다. 그는 총 19골을 기록하여 팀 내 최다 득점자가 되었고, PFA 풋볼 리그 챔피언십 올해의 팀에도 선정되었다.
2010-11 시즌을 앞두고 캐럴은 뉴캐슬의 상징적인 등번호인 9번을 받았다. 그리고 그에 대한 믿음에 보답이라도 하듯 2010년 8월 22일 애스턴 빌라와의 경기에서 해트트릭을 기록하였다. 그는 이후에도 득점 행진을 이어 갔고 뉴캐슬과 2015년까지 계약을 연장하였다. 그는 전반기에만 11골을 기록하며 거의 모든 언론에서 프리미어리그 전반기 베스트로 뽑혔다.

### 리버풀
그는 2011년 겨울 이적시장 마지막 날에 리버풀로 이적한다. 이 이적으로 리버풀이 뉴캐슬 유나이티드에게 지불한 3500만 파운드는 잉글랜드 선수의 이적료로는 사상 최대 금액일 정도로 파격적인 것이였다. 그는 부상으로 인해 이적 후 1달 뒤인 맨체스터 유나이티드 전에서 데뷔하였고 2011년 4월 11일 맨체스터 시티와의 경기에서 데뷔골을 포함해 2골을 기록한다. 그러나 이후 4경기에서는 골을 기록하지 못했다. 그는 이 시즌 뉴캐슬 시절을 포함해 26경기 13골을 기록하였다.
2011-12 시즌, 그는 엑시터 시티와의 칼링컵 경기에서 시즌 첫 골을 기록하였고, 구디슨 파크에서 열린 에버턴과의 더비 경기에서도 골을 기록하며 승리를 이끌었다. 그리고 2012년 2월 26일에 리버풀이 칼링컵 우승을 차지하여 그의 첫 메이저 트로피를 들어올렸다. 2012년 4월 14일 에버턴과의 FA컵 4강전에서 결승골을 기록하며 팀을 결승으로 이끌었고, 첼시와의 결승전에서도 골을 기록하지만 팀은 패배하고 만다.

### 웨스트 햄 유나이티드
2012-13 시즌을 앞두고 리버풀의 방출 명단에 포함된 그는 여러 이적설에 휘말렸지만 결국 웨스트 햄 유나이티드로 1년 간 임대를 가게되었다. 웨스트햄에서는 24경기 7골을 기록해 좋은 모습을 보였고, 시즌 종료 후 웨스트햄으로 완전 이적한다. 2013-2014 시즌 초반 부상을 당하여 한동안 경기에 나서지 못했다. 2014년 1월 13일 카디프 시티와의 경기에서 교체로 투입되며 복귀한 그는 후반 추가시간에 정확한 패스로 자신의 시즌 1호 도움과 마크 노블의 쐐기골을 도우며 팀의 승리를 이끌었다. 이후 2014년 3월 16일 스토크와의 경기에서 시즌 첫 골을 기록했고, 선덜랜드 전에서는 1골 1도움을 기록하며 팀의 승리를 도왔다.

### 뉴캐슬 유나이티드 복귀
2019년 8월 8일, 뉴캐슬 유나이티드와 1년 계약을 맺고 복귀 했다.

## 국가대표팀 경력
그는 2007년 잉글랜드 U-19 대표로 뽑혀 벨라루스와의 경기에서 데뷔전을 치렀다. 2009년 8월 5일에는 잉글랜드 U-21 대표팀에 처음 차출되었고 8월 11일 네덜란드와의 경기에서 후반전 교체 투입되며 데뷔전을 치렀다. 이후 10월 9일에 열린 마케도니아와의 경기에서는 2골을 넣으며 6-3 대승에 공헌하였다.
2010년 11월 17일 프랑스와의 친선 경기를 앞두고 잉글랜드 성인 대표팀에 처음으로 발탁되어 데뷔전을 치뤘고, 2011년 3월 29일 가나와의 경기에서 성인 대표팀 첫 골을 기록하였다. 그는 UEFA 유로 2012 잉글랜드 대표팀 명단에 포함되어 3경기에 출전하였고, 스웨덴 전에서는 골도 기록하였다.

## 플레이 스타일
그는 뉴캐슬 유나이티드의 레전드인 앨런 시어러와 비교되곤 한다. 시어러의 9번 셔츠를 물려받았으며, 힘, 슈팅, 헤더 능력을 가지고 있다. 뉴캐슬 유나이티드의 전 감독 케빈 키건은 캐럴이 자신의 축구 인생 동안 헤더를 가장 잘하는 선수 세 명 중 한 명이라고 밝히기도 하였다.

## 수상 경력

### 클럽
뉴캐슬 유나이티드
- 풋볼 리그 챔피언십: 2009-10

리버풀
- 풋볼 리그 컵: 2011-12

### 개인
- PFA 풋볼 리그 챔피언십 올해의 팀: 2009-10
- 재키 밀번 상 : 2007

## 참고 문헌
1. ↑  (영어) “Palermo 0-1 Newcastle”. BBC 스포츠. 2006년 11월 2일. 2012년 10월 26일에 확인함.
2. ↑  (영어) “Wigan 1-0 Newcastle”. BBC 스포츠. 2007년 2월 24일. 2012년 10월 26일에 확인함.
3. ↑  (영어) “Buffon hails Magpies starlet”. 스카이 스포츠. 2007년 7월 30일. 2012년 10월 26일에 확인함.
4. ↑  (영어) “Geordie Starlet Pens Toon Deal”. 뉴캐슬 유나이티드 공식 웹사이트. 2009년 3월 12일. 2012년 9월 27일에 원본 문서에서 보존된 문서. 2012년 10월 26일에 확인함.
5. ↑  (영어) “Shearer still wants Newcastle job”. BBC 스포츠. 2009년 8월 8일. 2012년 10월 26일에 확인함.
6. ↑  (영어) “Carroll Gets The Number Nine”. 뉴캐슬 유나이티드 공식 웹사이트. 2010년 7월 20일. 2012년 10월 26일에 확인함.
7. ↑  (영어) “Newcastle 6-0 Aston Villa”. BBC 스포츠. 2010년 8월 22일. 2012년 10월 26일에 확인함.
8. ↑  (영어) “Andy Carroll signs five-year Newcastle United deal”. BBC 스포츠. 2010년 10월 8일. 2012년 10월 26일에 확인함.
9. ↑  (영어) “Liverpool sign Andy Carroll from Newcastle”. BBC 스포츠. 2011년 1월 31일. 2012년 10월 26일에 확인함.
10. ↑  (영어) “Torres makes record move from Liverpool to Chelsea”. BBC 스포츠. 2011년 1월 31일. 2012년 10월 26일에 확인함.
11. ↑  (영어) “Liverpool 3-0 Man City”. BBC 스포츠. 2011년 4월 11일. 2012년 10월 26일에 확인함.
12. ↑  (영어) “Exeter 1-3 Liverpool”. BBC 스포츠. 2011년 8월 24일. 2012년 10월 26일에 확인함.
13. ↑  (영어) “Everton 0-2 Liverpool”. BBC 스포츠. 2011년 10월 1일. 2012년 10월 26일에 확인함.
14. ↑  (영어) “Cardiff 2-2 Liverpool (Liverpool win 3-2 on penalties)”. BBC 스포츠. 2012년 2월 26일. 2012년 10월 26일에 확인함.
15. ↑  (영어) “Liverpool 2-1 Everton”. BBC 스포츠. 2012년 4월 14일. 2012년 10월 26일에 확인함.
16. ↑  (영어) “Andy Carroll: Liverpool striker joins West Ham on loan”. BBC 스포츠. 2012년 8월 30일. 2012년 10월 26일에 확인함.
17. ↑  (영어) “England kids held in Holland”. 스카이 스포츠. 2008년 8월 11일. 2009년 9월 17일에 원본 문서에서 보존된 문서. 2012년 10월 26일에 확인함.
18. ↑  (영어) “Big Andy's Double Delight”. 뉴캐슬 유나이티드 공식 웹사이트. 2009년 10월 12일. 2012년 10월 26일에 확인함.
19. ↑  (영어) “England 1-2 France”. BBC 스포츠. 2010년 11월 17일. 2012년 10월 26일에 확인함.
20. ↑  (영어) “England 1-1 Ghana”. BBC 스포츠. 2011년 3월 29일. 2012년 10월 26일에 확인함.
21. ↑  (영어) “Sweden 2-3 England”. BBC 스포츠. 2012년 6월 15일. 2012년 10월 26일에 확인함.
22. ↑  (영어) “Hughton flying high with Magpies”. ESPN. 2010년 10월 1일. 2013년 1월 3일에 원본 문서에서 보존된 문서. 2012년 10월 26일에 확인함.